# 王叔云
王叔云（1923年—2002年4月29日），男，四川西充人，中国经济学家、教育家，政治人物，曾任全国政协常务委员，四川省政协副主席、四川省人大常委会副主任、中国国民党革命委员会中央委员会常务委员，民革四川省委主任委员，西南财经大学顾问，教授，博士生导师。